# Замок Маунтджой
Замок Маунтджой (ірл. Mountjoy Castle) — один із замків Ірландії, розташований біля однойменного селища Маунджой, земля Магеранамфілд, область Данганнон, графство Тірон, Північна Ірландія. Замок стоїть на пагорбі, з якого відкривається вид на озеро Лох-Ней — найбільше озеро Ірландії. Нині замок є пам'яткою історії та архітектури і охороняється законом. Замок являє собою двоповерхову цегляну споруду. Червона цегла для будівництва замку була виготовлена на землях Колайсленд. Нижній поверх із зовнішньої сторони складений з дикого тесаного каменю. Замок складається з центрального прямокутного блоку з чотирма баштами по кутах. Є бійниці. Північно-західна сторона замку і башта частково зруйнована, західні стіни теж частково зруйновані. Вхід до замку був на південній стороні східної стіни. На першому поверсі є широкі вікна. Колись замок був потужною твердинею англійського панування в Ольстері — оточений земляним валом він міг дати притулок для 1000 солдатів і 100 коней. Замок має популярність серед туристів — подорожі біля берегів озера Лох-Ней не оминають замок Маунтджой та селище Брока, що недалеко від замку Маунджой. Розроблений проект реставрації замку Маунтджой, але він поки що не знайшов свого втілення.

## Історія замку Маунтджой
Замок Маунтджой був побудований лордом Маунтджой в 1602 році. У 1643 році замок частково згорів. Замок збудували на території клану О'Ніл (О'Нейлл), на землях, що контролював в ті часи бунтівний Х'ю О'Ніл — борець за свободу Ірландії та ворог королеви Англії Єлизавети І. Але замок будували і контролювали прихильники англійського панування. Х'ю О'Ніл з тактичних міркувань дав до пори ворожому замку спокій. Недалеко від замку Маунтджой був замок клану О'Ніл, який вони називали Фуах на н-Галл (ірл. — Fuath na nGall) — «Ненависть до іноземців». Тільки після руйнування цього замку Маунтджой зумів побудувати свій замок. Замок займав стратегічне положення, тому коли спалахнуло повстання за незалежність Ірландії в 1641 році, замок був неодноразово атакований повстанцями — в 1641, в 1643, в 1645 роках. Замок захопив ірландський ватажок Турлу О'Ніл (ірл. — Turlough O'Neill) і утримував замок до поразки протестантського генерала Монро. Після поразки повстання за рішенням парламенту замок був зруйнований у 1648 році. У 1690 році під час так званих якобінських чи то вільямітський війн в Ірландії між католиками та протестантами король Англії Вільгельм ІІІ використовував замок для своєї армії. Після такий бурхливих подій замок лишився в руїнах і був закинутий. В руїнах він лишається і досі.